# Nikita Michalkov

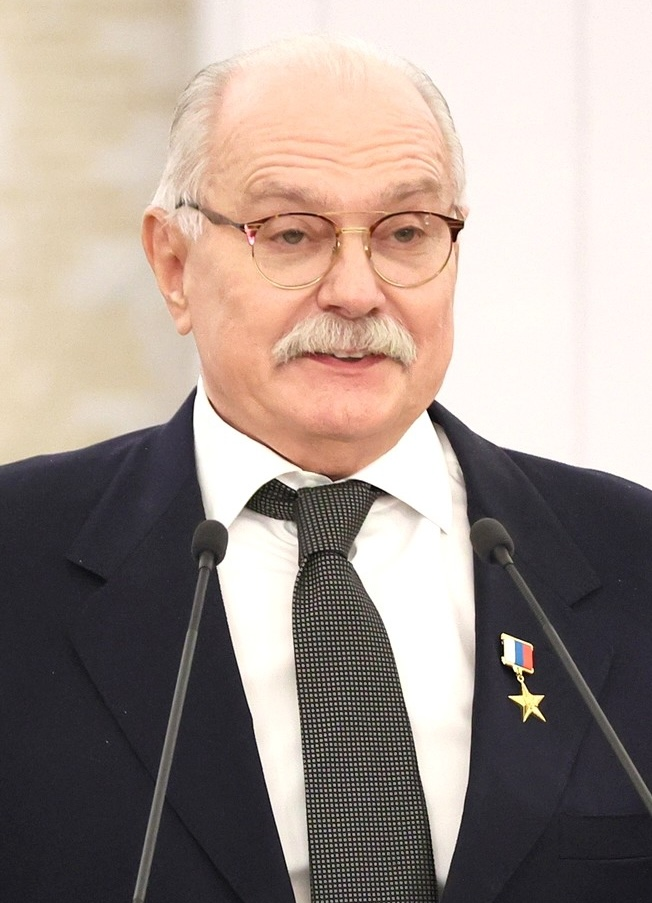
2022

Nikita Sergejevitsj Michalkov (Russisch: Ники́та Серге́евич Михалко́в) (Moskou, 21 oktober 1945) is een Russisch filmmaker en acteur.

## Biografie
Michalkov werd geboren in een artistieke familie. Zijn vader, Sergej Michalkov, was kinderboekenschrijver en medeauteur van drie versies van het Volkslied van de Sovjet-Unie, zijn moeder was dichteres en kleindochter van kunstenaar Vasili Soerikov. Hij is de jongere broer van filmregisseur en scenarist Andrej Kontsjalovski.
Aanvankelijk werd Michalkov opgeleid tot acteur. Zijn debuut op het witte doek maakte hij op 14-jarige leeftijd als acteur in de film Solntse Svetit Vsem van de regisseur Konstantin Vojnov. Tijdens zijn studie speelde hij de hoofdrol in de film Я шагаю по Москве (Ik loop door Moskou, 1964) van Georgi Danelija. Michalkov zou in twintig films spelen voor hij zijn eerste grote film regisseerde in 1974. Hij volgde les in filmregie aan de VGIK filmacademie te Moskou bij Michail Romm, bij wie ook Tarkovski studeerde. Michalkov begon met het regisseren van korte films in 1967. Zijn eerste lange speelfilm was Svoj sredi tsjoezjich, tsjoezjoj sredi svoich (Свой среди чужих, чужой среди своих, Thuis onder vreemden, vreemd onder de eigenen) uit 1974. Buiten de Sovjet-Unie werd Michalkov vooral bekend als filmregisseur.

In 1979 verfilmde hij de roman Oblomov van Ivan Gontsjarov. Zijn Otsji tsjornye (Очи чёрные, Oci ciornie, 1987), een film over de liefde tussen een Italiaan en een Russin, gesitueerd in het Rusland van de 19e eeuw, werd genomineerd voor een BAFTA, voor de David di Donatello per il miglior film, voor de César voor beste buitenlandse film en voor de Golden Globe voor beste film-niet Engelstalig (1988). Zijn volgende film, Oerga (Урга — территория любви (Урга), 1991), kreeg een Gouden Leeuw en was genomineerd voor een Academy Award in de categorie Beste Niet-Engelstalige film. 

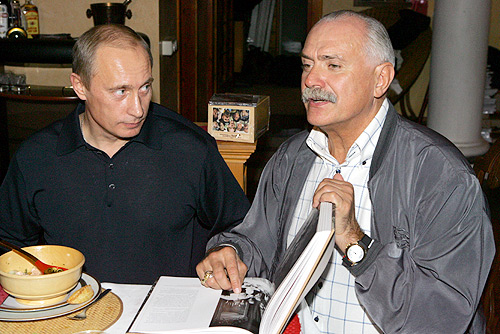
Nikita Sergejevitsj Michalkov, oktober 2005

Zijn meest bekroonde film is Oetomljonnye solntsem (Утомлённые солнцем, Burnt by the Sun uit 1994) over de onderdrukking tijdens de Grote Zuivering in het Stalin-tijdperk, die zowel de Grote Prijs van Cannes als een Oscar voor Beste Niet-Engelstalige film ontving. In Burnt by the Sun speelt Michalkov de hoofdrol. Ook zijn film 12 uit 2007, gebaseerd op het toneelstuk Twelve Angry Men van Reginald Rose, kreeg een Oscarnominatie in deze categorie. In 2010 kwam een vervolg uit: Burnt by the Sun 2.

## Politieke standpunten
Michalkov staat bekend om zijn nationalistische en slavofiele standpunten. Hij steunde Servië in de strijd om Kosovo en de politici Tomislav Nikolić en Vladimir Poetin. Michalkovs autoritaire optreden als voorzitter van de Russische Filmersbond leidde in april 2010 tot een splitsing en de oprichting van een tweede filmersbond.

## Films

### Regisseur
- Devotsjka i vesjtsji (Девочка и вещи, 1967) (korte film)
- ...A ja oejezzjajoe domoj (…А я уезжаю домой, 1968) (korte film)
- Spokojny den v kontse vojny (Спокойный день в конце войны, 1970) (korte film)
- Svoj sredi tsjoezjich, tsjoezjoj sredi svoich (Свой среди чужих, чужой среди своих, 1974)
- Raba ljoebvi (Раба любви, 1976)
- Neokontsjennaja pjesna dlja mechanitsjeskogo pianino (Неоконченная пьеса для механического пианино, 1977)
- Pjat vetsjerov (Пять вечеров, 1978)
- Oblomov (Несколько дней из жизни И. И. Обломова, 1980)
- Rodnja (Родня, 1981)
- Bez svidetelej ( Без свидетелей, 1983)
- Oci ciornie (Очи чёрные, 1987)
- Avtostop (Автостоп, 1990)
- Oerga (Урга — территория любви, 1992)
- Vspominaja Tsjechova (Вспоминая Чехова, 1993)
- Anna: ot 6 do 18 (Анна: от 6 до 18, 1993)
- Oetomljonnye solntsem  (Утомлённые солнцем, 1994)
- Sibirski tsirjoelnik (Сибирский цирюльник, 1998)
- 12 (2007)
- Oetomljonnye solntsem 2: Predstojanije (Утомлённые солнцем 2: Предстояние, 2010)

### Acteur (onvolledig)
- I Step Through Moscow (Я шагаю по Москве, 1964) - Georgi Danelija
- A Nest of Gentry (Дворянское гнездо, 1965) - A. Kontsjalovski
- The Red and the White (Звёзды и солдаты, 1967)
- The Red Tent (Красная палатка, 1969) - Michail Kalatozov
- The Postmaster (Станционный смотритель, 1972) - Sergej Solovjev
- At Home Among Strangers (Свой среди чужих, чужой среди своих, 1974) - Nikita Michalkov
- A Slave of Love (Раба любви, 1975) - Nikita Michalkov
- An Unfinished Piece for a Player Piano (Неоконченная пьеса для механического пианино, 1977) - Nikita Michalkov
- Siberiade (Сибириада, 1978) - A. Kontsjalovski
- The Hound of the Baskervilles (Приключения Шерлока Холмса и доктора Ватсона: Собака Баскервилей, 1980) - Igor Maslennikov
- Portrait of the Artist's Wife (Портрет жены художника, 1982) - A. Pankratov
- Station for Two (Вокзал для двоих, 1983) - Eldar Rjazanov
- A Cruel Romance (Жестокий романс, 1984) - Eldar Rjazanov
- Humiliation and offense (Униженные и оскорблённые, 1991) - A. Esjpaj
- Burnt by the Sun (Утомлённые солнцем, 1994) - Nikita Michalkov
- Gogol's The Government Inspector (Ревизор, 1996) - S. Gazanov
- The Barber of Siberia (Сибирский цирюльник, 1998) - Nikita Michalkov
- The State Counsellor (Статский советник, 2005) - Filipp Jankovski
- Zjmoerki (Жмурки, 2005) - Aleksej Balabanov
- Persona Non Grata (Персона нон грата, 2005) - Krzysztof Zanussi
- 12 (2007) - Nikita Michalkov